# Partido Laboral Estadounidense
El Partido Laborista Estadounidense (en inglés: American Labor Party, ALP) fue un partido político de Estados Unidos fundado en 1936 que actuaba casi exclusivamente en el estado de Nueva York. La organización fue fundada por líderes sindicales y exmiembros del Partido Socialista de América que se habían establecido como la Federación Socialdemócrata (SDF). El partido pretendía ser paralelo al papel del Partido Laborista británico, sirviendo como una organización paraguas para unir a los socialdemócratas del SDF de Nueva York con sindicalistas que de otro modo apoyarían a candidatos de los partidos Republicano y Demócrata.
Antes y después de su desaparición, muchos miembros del ALP se unieron al Partido Liberal de Nueva York (LPNY) y al Partido Progresista.

## Historia

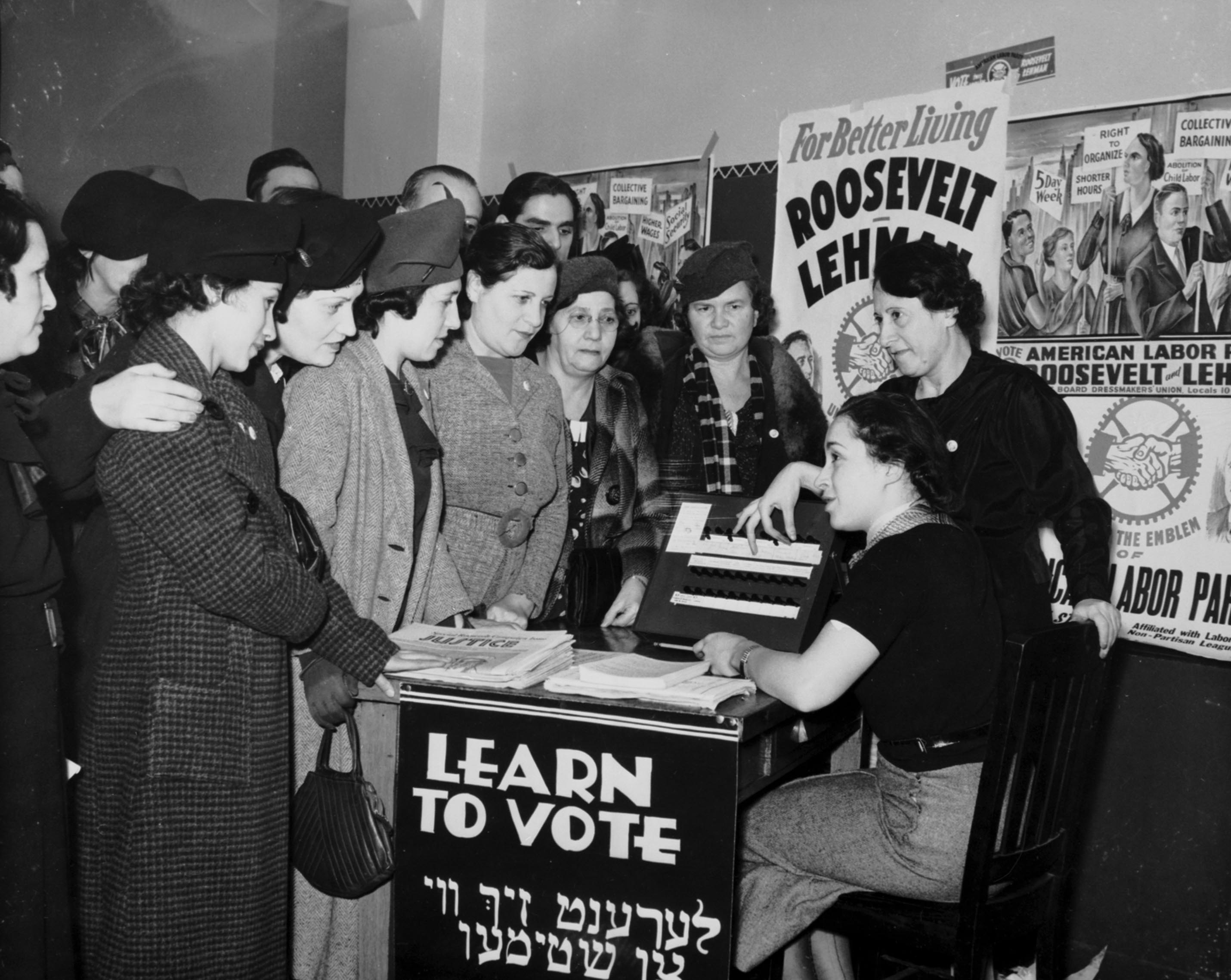
Mujeres rodeadas de carteles en inglés y yiddish que apoyan a Franklin D. Roosevelt, Herbert H. Lehman y el Partido Laborista Estadounidense enseñan a otras mujeres a votar, 1936.

### Establecimiento
El Partido Socialista de América sufrió una lucha interna entre la vieja guardia de derechas y la de izquierdas. En mayo de 1936, la Vieja Guardia se separó del partido y formó la Federación Socialdemócrata (SDF), llevándose consigo a The Forward. La SDF formó el Partido Popular en Nueva York.

En sus memorias de 1944, Waldman escribió:
Al regresar de Detroit, me enfrenté inmediatamente a un problema que involucraba millones de dólares en propiedades controladas por subsidiarias del Partido Socialista. Solo en Nueva York existían instituciones como el Jewish Daily Forward, el principal periódico judío del mundo con una tirada de cientos de miles y fondos de reserva de millones. Estaba The New Leader, un periódico semanal publicado en inglés; estaba la Escuela Rand de Ciencias Sociales, que, junto con Camp Tamiment, tenía un enorme valor de propiedad, por no hablar de su importancia como propaganda e instrumentos educativos. El control del Forward por sí solo también significaba un probable control de organizaciones fraternales y laboristas como el Workmen's Circle, con sus millones de dólares en propiedades y decenas de miles de miembros en todo Estados Unidos...
Después de Detroit era obvio que los militantes socialistas controlaban el Partido Socialista. Vi que todo lo que tenían que hacer para hacerse con el control de la valiosa propiedad en Nueva York era revocar los estatutos del Estado de Nueva York y expulsar a todas las organizaciones estatales controladas por los socialdemócratas o la Vieja Guardia. Dado que siempre hubo una minoría de socialistas militantes en cada una de estas instituciones corporativas, estas propiedades que implicaban millones de dólares en valor de propiedad y reservas de efectivo caerían rápidamente en manos de los militantes...

Durante todo el año 1935 y principios de 1936 mi oficina se convirtió en un lugar de reunión de los distintos comités y miembros de las organizaciones amenazadas por los militantes. Se modificaron las constituciones y los estatutos de tal manera que se impidiera que el control cayera en manos de los superrevolucionarios de Norman Thomas.
El 1 de abril de 1936, Sidney Hillman, John L. Lewis y otros funcionarios de los sindicatos de la Federación Estadounidense del Trabajo y el Congreso de Organizaciones Industriales establecieron la Liga Laborista No Partidista (LNPL), una organización similar a los actuales comités de acción política, diseñado para canalizar dinero y mano de obra hacia las campañas de Roosevelt y otros que defienden firmemente los intereses declarados de los trabajadores organizados.
Max Zaritsky, presidente de un sindicato, sugirió formar un partido político a partir de la Liga Laborista No Partidista del Congreso de Organizaciones Industriales a David Dubinsky y Sidney Hillman. Zaritsky, Hillman, Dubinsky, Luigi Antonini e Isidore Nagler del Sindicato Internacional de Trabajadoras de la Confección de Mujeres (ILGWU), Louis Hollander de la Unión de trabajadores de la confección de América, Baruch Charney Vladeck y Alexander Kahn del periódico The Forward, y Louis Waldman de las SDF se reunieron en el Hotel Brevoort para discutir el plan. Nagler sugirió el nombre del partido, Partido Laborista Estadounidense. La SDF aceptó unirse a la iniciativa.
Vladeck fue el primer presidente del partido. James Farley, presidente del Comité Demócrata del Estado de Nueva York, y Edward J. Flynn no apoyaron al partido, pero Franklin D. Roosevelt ordenó a los demócratas que ayudaran al ALP a recolectar suficientes firmas para obtener el estatus de partido. Durante el verano de 1936, la organización LNPL del estado de Nueva York se transformó en un partido político independiente en un esfuerzo por reforzar las posibilidades electorales de Roosevelt en el estado, ganándole dándole un segundo partido que llevara su candidatura. 274,924 votaron por Roosevelt a través del ALP en las elecciones presidenciales de 1936, de los cuales 238,845 procedían de la ciudad de Nueva York. La mayor cantidad de apoyo provino de las zonas judías.

### Ascenso y luchas internas

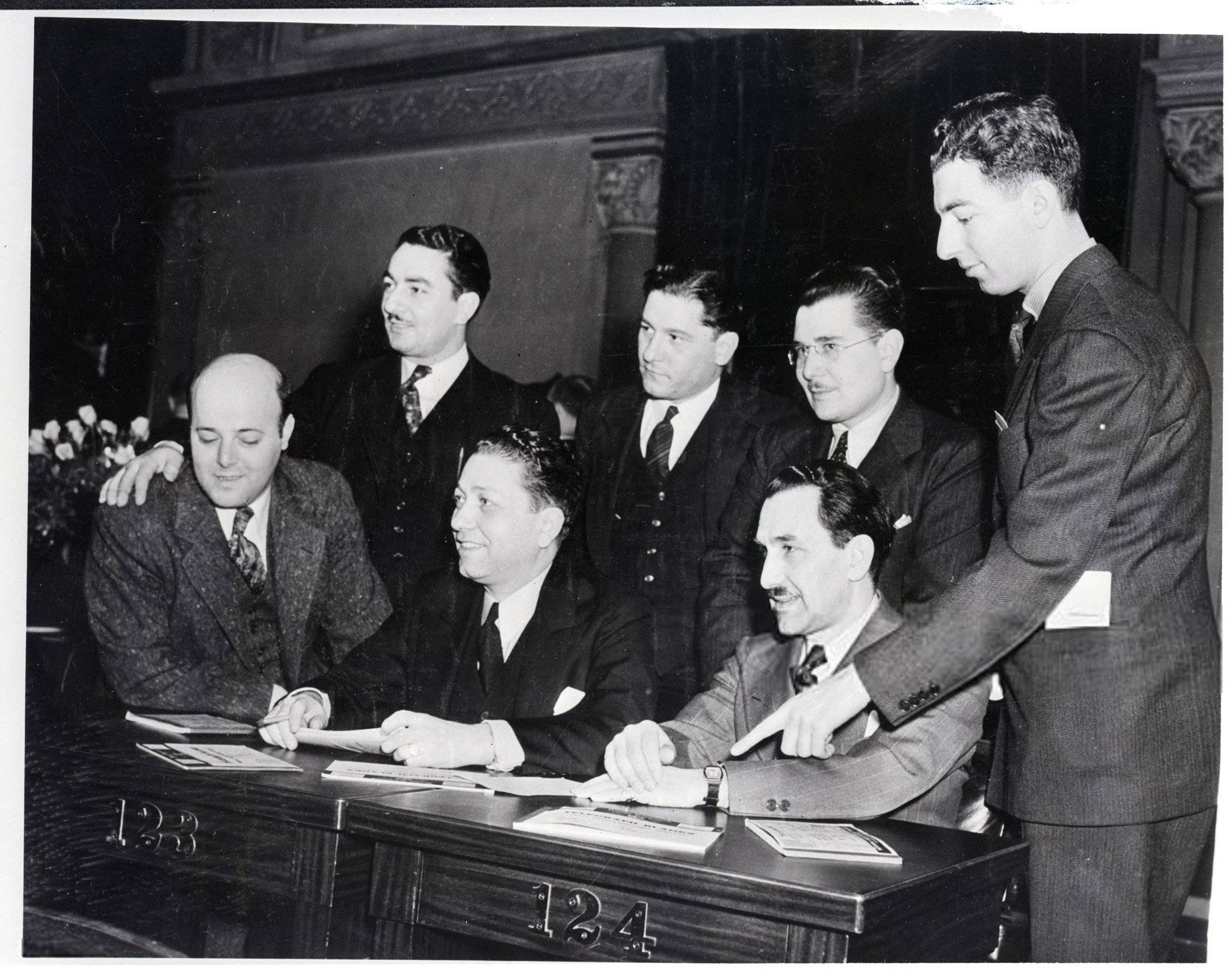
El Partido Laborista Estadounidense eligió a cinco hombres para la Asamblea Estatal de Nueva York en 1937, como se muestra aquí.
Sentados (de izquierda a derecha): Frank Monaco, Nathaniel M. Minkoff.
De pie: Gerard J. Muccigrosso (recostado en el escritorio), Salvatore T. DeMatteo, Benjamin Brenner, Saul Minkoff, Jr., secretario, y Samuel Puner, lobista oficial del Partido Laborista estadounidense.

La organización fue financiada en gran parte por los sindicatos textiles del estado. El ALP se encontró con una deuda de 50.000 dólares al final de la campaña de 1936, pero contribuciones sustanciales de grupos laboristas borraron los números rojos. El propio ILGWU contribuyó con casi 142.000 dólares a la campaña de 1936, una suma relativamente enorme para una campaña de un partido minoritario, dado que solo 26.000 dólares de todas las fuentes habían sido recaudados y gastados por la campaña socialista de Norman Thomas en las elecciones presidenciales anteriores. En 1937, más de 200 sindicatos estaban afiliados a la ALP.  La toma de decisiones del partido durante el primer año estuvo a cargo del secretario ejecutivo del ILGWU, Fred Umhey, Jacob Potofsky del Sindicato Amalgamado de Trabajadores de la Confección y Alex Rose del Sindicato Internacional de Trabajadores de Sombrereros, Gorras y Sombrererías.
El partido apoyó a Fiorello La Guardia durante las elecciones a la alcaldía de la ciudad de Nueva York de 1937 y recibió 482,790 votos, el 21,6% del voto popular. Eran el segundo partido más grande de la ciudad y el más grande en algunos distritos del Bronx y Brooklyn.
Miembros del Partido Comunista, comenzaron a unirse al partido e Israel Amter, presidente del Partido Comunista, pidió la "construcción del Partido Laborista Americano". Aunque su constitución prohibía específicamente a los comunistas ingresar a la organización, no se hizo cumplir esta disposición y un gran número de trabajadores acudieron en masa a registrarse como miembros del ALP de los sindicatos Trabajadores Unidos de Electricidad, Trabajadores del Transporte de América y la Federación Estadounidense de Empleados Estatales, de Condados y Municipales, liderados por los comunistas. Norman Thomas y los socialistas intentaron ingresar al partido en 1937, pero enfrentaron oposición. Algernon Lee se opuso a su entrada debido al pacifismo de Thomas.
Los comunistas del ALP se opusieron a la reelección de Roosevelt en las elecciones de 1940 y la dirección del partido inició un intento de sacarlos del partido. El partido condenó el Pacto Molotov-Ribbentrop. Peleas estallaron en la convención del 14 de septiembre de 1940, donde Roosevelt recibió la nominación a pesar de un intento de resolución que condenaba a Roosevelt.
|  | 64.34 % |

|  | 34.06 % |

|  | 1.60 % |

|  | 100 % |

Los activistas sindicales Victor Alter y Henryk Ehrlich fueron ejecutados por los soviéticos. Los anticomunistas del ALP condenaron sus muertes mientras los comunistas defendían a la Unión Soviética. Este debate fue uno de los temas principales en las elecciones del comité del condado del partido en 1943, y la izquierda ganó el control sobre la filial del Bronx.
Hillman, un miembro de la izquierda, amenazó con involucrar a la Unión de trabajadores de la confección de América en las elecciones del comité estatal de 1944 si la dirección del partido votaba en contra de una propuesta para aumentar el control sindical sobre el partido. La derecha lo rechazó. Adolf A. Berle y Eleanor Roosevelt apoyaron a la derecha del partido, mientras que Franklin Roosevelt quería evitar conflictos entre las facciones. Fiorello La Guardia propuso un compromiso en el que el comité ejecutivo estatal se dividiría entre las facciones y ningún comunista estaría en la lista electoral. Hillman aceptó la propuesta, pero Dubinsky la rechazó. La izquierda obtuvo 620 de los 750 escaños del comité.
A causa de las divisiones internas una parte del sector derechista del partido creó el Partido Liberal de Nueva York en oposición al ALP por Paul Blanshard, August Claessens, Harry W. Laidler y otros.

### Declive

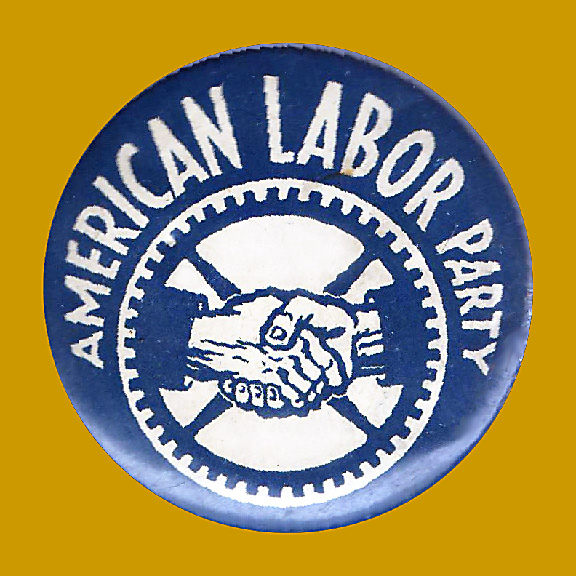
Pin emitido por el Partido Laborista Americano.

El ALP respaldó la posición de Henry A. Wallace sobre la Unión Soviética después de que fuera despedido del gabinete del presidente Harry S. Truman.
La aprobación de ley Wilson Pakula impidió que los candidatos del ALP pudieran postularse para las nominaciones de otros partidos sin la aprobación del comité del partido. El partido perdió dos legisladores estatales en las elecciones de 1948, pero Marcantonio pudo ganar la reelección únicamente bajo la candidatura del partido Laborista.
En 1941, el laborista estadounidense Joseph V. O'Leary fue nombrado Contralor del Estado de Nueva York por el gobernador Herbert H. Lehman para reconocer el apoyo anterior del ALP y mantener el apoyo futuro del partido. En 1944, el Congreso del Consejo de Sindicatos Industriales del Gran Nueva York de la Organización Industrial (GNYIUC), una federación de sindicatos de la ciudad de Nueva York, se vinculó formalmente con el ALP. La Junta Ejecutiva de GNYIUC "adoptó una resolución ordenando a los Consejos Comunitarios de GNYIUC, que se habían estado organizando en torno a cuestiones comunitarias en vecindarios de toda la ciudad, fusionarse con los ALP locales", y "GNYIUC desvió parte de su dinero de PAC directamente al ALP". Con esta medida, la federación laborista más grande del CIO, compuesta por aproximadamente 200 locales y 600.000 miembros, quedó formalmente conectada con el ALP. En los años siguientes, el consejo convocaría a los sindicatos locales para "construir el Partido Laborista Estadounidense, la voz más fuerte de los trabajadores en los asuntos de la ciudad y del estado", y ordenaría a los delegados de acción política en los lugares de trabajo de toda la ciudad que "reclutaran miembros de los talleres para que participen activamente en las actividades comunitarias del Partido Laborista Estadounidense''. Este apoyo sería fundamental para desarrollar la capacidad política del ALP y, en última instancia, conduciría a conflictos con el CIO nacional durante las elecciones presidenciales de 1948.
En 1947, varios líderes del ALP desertaron. El 9 de octubre de 1947, Charles Rubinstein, presidente de las Asociaciones Cívicas Unidas del Bronx, miembro del comité ejecutivo estatal de la ALP y excandidato de la ALP al Concejo Municipal, abandonó el ALP por ningún otro partido, debido a "simpatizantes comunistas equivocados" dentro del ALP. El mismo día, George Salvatore, vicepresidente del comité ejecutivo del ALP en el Bronx y excandidato del ALP a fiscal de distrito y juez del Tribunal Supremo, abandonó el ALP para unirse al Partido Demócrata, citando que "tendemos a convertirnos en apologistas del punto de vista de Rusia." Al día siguiente, 10 de octubre de 1947, Eugene Huber renunció como secretario ejecutivo del área de Bayside del ALP para unirse al Partido Liberal de Nueva York porque, dijo Huber, había encontrado "un dominio absoluto por parte del Partido Comunista sobre el ALP que, en consecuencia, se ha convertido en un mero envoltorio para las políticas y candidatos comunistas."
En 1948, en lugar de apoyar a Truman, el ALP respaldó al candidato del Partido Progresista, Wallace. El ex republicano Vito Marcantonio volvió a ganar un escaño en la Cámara de Representantes, en representación de Harlem del Este para el ALP, como lo había hecho en 1938, 1940, 1942, 1944 y 1946 (pero perdió en 1950). Marcantonio había sido el motivo por el que se aprobó en Nueva York en 1947 la ley Wilson Pakula, cuyo objetivo era restringir la candidatura de candidatos de un partido a las elecciones primarias de otro partido (Coalición electoral). Leo Isacson fue elegido a principios de 1948 para cubrir una vacante en un distrito del Bronx, pero perdió en las elecciones generales de noviembre. El Partido Comunista de Estados Unidos apoyó abiertamente al Partido Progresista; Algunos candidatos del ALP ese año eran conocidos o presuntos comunistas, por ejemplo, Lee Pressman.

### Últimos años y disolución
El partido perdió su acceso a las urnas después de que John T. McManus, su candidato a gobernador en las elecciones de 1954, recibiera menos de 50,000 votos. Marcantonio criticó a los comunistas por ser la razón del mal desempeño del partido. Afirmó que el pobre desempeño del partido se debió a su pobre desempeño en las elecciones a la alcaldía de la ciudad de Nueva York de 1953. Afirmó que los comunistas sabotearon la campaña para la alcaldía al dar a entender que aprobaban votar por el candidato liberal.
Marcantonio perdió la reelección en las elecciones a la Cámara de Representantes de 1950. Renunció como presidente y abandonó el partido en noviembre de 1953, debido a disputas con líderes comunistas que, según él, ya no estaban interesados en la política de los partidos minoritarios. El partido se disolvió en 1956.

## Resultados electorales

### Elecciones a nivel nacional

#### Elecciones al Congreso
|  | 8.69 % |

|  | 5.58 % |

|  | 8.36 % |

|  | 6.20 % |

|  | 6.54 % |

|  | 9.44 % |

|  | 7.79 % |

|  | 8.29 % |

|  | 8.95 % |

|  | 8.89 % |

|  | 8.54 % |

|  | 3.94 % |

|  | 4.46 % |

|  | 1.50 % |

|  | 1.37 % |

|  | 0.29 % |

#### Elecciones presidenciales
Todas las candidaturas respaldadas por el partido a presidente de los estados unidos desde 1936 hasta su última en 1952.
|  | 4.91 % |

|  | 6.62 % |

|  | 7.86 % |

|  | 8.25 % |

|  | 0.90 % |

### Elecciones a nivel estatal

#### Gobernador y Vicegobernador
|  | 4.75 % |

|  | 8.85 % |

|  | 8.69 % |

|  | 9.79 % |

|  | 10.25 % |

|  | 9.62 % |

|  | 8.64 % |

|  | 8.62 % |

|  | 4.18 % |

|  | 4.37 % |

|  | 0.91 % |

#### Legislatura de Nueva York
Los resultados del partido en la legislatura estatal de Nueva York.
| Elecciones | Senado    | Senado | Asamblea Estatal | Asamblea Estatal |
| Elecciones | Senadores | ±      | Asamblearios     | ±                |
| ---------- | --------- | ------ | ---------------- | ---------------- |
| 1937       | 0/51      | Nuevo  | 5/150            | Nuevo            |
| 1938       | 0/51      | ±0     | 1/150            | 4                |
| 1940       | 0/56      | ±0     | 1/150            | ±0               |
| 1942       | 0/56      | ±0     | 1/150            | ±0               |
| 1944       | 0/56      | ±0     | 1/150            | ±0               |
| 1946       | 1/56      | 1      | 1/150            | ±0               |
| 1948       | 0/56      | 1      | 0/150            | 1                |

### Elecciones a nivel municipal

#### Alcaldía de la ciudad de Nueva York
Los resultados del partido en las elecciones a alcalde de Nueva York.
|  | 21.57 % |

|  | 19.21 % |

|  | 13.01 % |

|  | 13.76 % |

|  | 5.62 % |

|  | 2.40 % |

#### Consejo Municipal de la ciudad de Nueva York
Los resultados del partido en las elecciones al Consejo Municipal de Nueva York, en el periodo de 1937 a 1947, el partido obtuvo representación, ya que en las elecciones utilizaron un sistema distinto al habitual en los estados unidos (Escrutinio mayoritario uninominal) y utilizaron el sistema de voto por orden de preferencia, a partir de las elecciones de 1949 se volvió al sistema de escrutinio mayoritario uninominal.
|  | 21 % |

|  | 11.50 % |

|  | 11.50 % |

|  | 11 % |

|  | 10 % |

|  | 11.70 % |